# Miguel Ángel Muñoz
Miguel Ángel Muñoz   (Madrid, 4 de juliol de 1983) nom artístic de Miguel Ángel Muñoz Blanco és un actor de cinema i cantant espanyol. Sense antecedents familiars en el món de la interpretació, va sentir des de molt petit va voler dedicar-se al món de l'espectacle l'espectacle, amb el temps s'ha convertit en un actor polifacètic, que ha desenvolupat la seva trajectòria professional tant en la música, el teatre, la televisió i el cinema, mostrant registres sempre diferents.

## Biografia[calcitació]
Format a l'escola de Juan Carlos Corazza a Madrid, va estudiar a Los Angeles en el Lee Strasberg Theatre and Film Institute, i a Argentina es va formar en Psicologia Integrativa al Programa S.A.T.
Va debutar amb 10 anys en la pantalla gran amb El colom coix del prestigiós Jaime de Armiñan (director també de La meva benvolguda senyoreta, nominada a l'Óscar com a millor pel·lícula estrangera), al costat d'actors de la talla de Francisco Rabal i Carmen Maura. Ha treballat tant a Espanya com a Amèrica, amb directors com Javier Fesser, nominat a l'Óscar pels curtmetratges Binta i La gran idea i guanyador de 3 premis Goya de l'Acadèmia de Cinema d'Espanya; el brasiler Andrucha Waddington en la pel·lícula Lope, inspirada en la joventut de Lope de Vega i que va obtenir 2 premis Goya i va ser presentada en el Festival Internacional de Cinema de Venècia; el britànic Steve Shill, responsable dels Tudor, Dexter o Roma, entre altres exitoses sèries, i que va comptar amb Miquel Àngel per a la seva versió televisiva de Ben Hur; amb el jove director argentí Lucas Figueroa, que va rebre en 2010 el premi Guinness dels Rècords per dirigir i produir el curtmetratge més premiat de la història, Perquè hi ha coses que mai s'obliden; i amb Klaus Menzel en la pel·lícula What about love, que Miquel Àngel Muñoz protagonitza al costat de Sharon Stone i Andy García.
En televisió, forma part del repartiment de la reeixida sèrie per HBO Capadocia, nominada a 3 Premis Emmy Internacional que s'estrenarà en USA al setembre de 2013 després d'haver-ho fet ja a Llatinoamèrica; i de la mexicana Infames. A Espanya, a més d'intervenir en nombroses sèries, va protagonitzar entre d'altres, Un paso adelante (la més venuda de la història de la televisió espanyola, a més de 65 països) i La síndrome d'Ulisses, que el seu remake para USA prepara el canal FOX.
Entre els seus treballs en teatre destaquen el seu paper de narrador en Bastián i Bastiana, la primera òpera de Mozart en el Teatre Real de Madrid; i com a protagonista del carter de Neruda, on va realitzar una meravellosa creació.
Com a cantant, Miquel Àngel té en el seu haver-hi diversos Discos de Platí i d'Or i el premi Billboard European Borders Breakers Awards 2007 a l'artista que més va vendre fora del seu país amb el seu primer àlbum. En algunes de les seves actuacions, ha compartit escenari amb artistes com Nelly Furtado, Janet Jackson o Scorpions.
Els seus companys destaquen d'ell el seu continu esforç i la seva enorme responsabilitat i sobretot, la seva habilitat per crear un entorn amable i fàcil, fins i tot en situacions de tensió inherents a qualsevol treball en equip.
A part de la seva carrera com a actor, Miquel Àngel Muñoz ha col·laborat en diverses ocasions amb la Fundació Aladina en projectes solidaris com “Time to smile: no hi ha temps que perdre sinó vides que guanyar”.

### Primers treballs
Va debutar com a actor amb 10 anys, realitzat el paper protagonista de la pel·lícula El colom coix de Jaime de Armiñán.
Més endavant va debutar com a actor televisiu en sèries com a Mamà vol ser artista o En sortir de classe, on va treballar durant la primera temporada. Més tard arribarien altres com a Policies, Ala... Dina! o Periodistes.
Entre 1999 i 2000 va presentar també el programa Show Match.
En 2001 va interpreta un paper secundari en diversos capítols de la serie Companys i a l'any següent apareix en un capítol d'Hospital Central.

### Un paso adelante
Però el paper amb el qual realment saltaria a la fama seria el de Rober, un dels protagonistes de la sèrie Un paso adelante (2002-2005), que fins al moment és la sèrie de televisió espanyola més venuda a l'estranger.
D'aquesta producció, per la qual va aprendre a ballar amb la finalitat de passar el càsting, va sortir el grup musical UPA Dance el qual va liderar durant diversos anys. Primer ho va compondre al costat de Beatriz Luengo i Pablo Puyol i, quan aquests van abandonar la formació, al costat de Edu del Prado i Elisabeth Jordán.
Després va començar a cantar en solitari utilitzant com a nom artístic els seus inicials: MAM. Va despuntar al mercat espanyol estant 11 setmanes número 1 en la llista de vendes, encara que aquest debut musical no li va afermar al mercat espanyol. No obstant això, va aconseguir un gran èxit [cita  en altres països europeus i fins i tot va actuar en 2007 com a músic convidat en el Festival de Sant Remo, també en la gala Stars of Europe amb motiu del 50º Aniversari del Tractat de Roma, i al costat de Janet Jackson en el concert organitzat per NJR a la ciutat de Lille.
Una vegada acabada la sèrie Un pas endavant, que va aconseguir gran èxit[cita  (al marge d'Espanya) en països com Itàlia, França i mitjana Europa, Miquel Àngel Muñoz va col·laborar amb un personatge de continuïtat en Els meus adorables veïns (2005-2006), i va interpretar un episodi en Aída (2005).

### Treballs en cinema
Entre els seus primers treballs en cinema destaquen títols com El colom coix (1995), de Jaime de Armiñán. Posteriorment rodaria altres pel·lícules com a Gent peix (2001), de Jorge Iglesias, Des que clareja vine de gust (2006), d'Antonio del Real o Els Borgia (2006), d'Antonio Hernández.
Les seves últimes intervencions en la pantalla gran han estat de la mà de Andrucha Waddington en Lope, Borja Cobeaga en No controls, Javier Fesser en Al final tots moren o Klaus Menzel en What About Love, on ha compartit cartell amb Andy Garcia i Sharon Stone.

### Teatre
Miquel Àngel també ha treballat el teatre, representant l'òpera La cenerentola (1996) en el Teatre de la Zarzuela. Al febrer de 2003 s'estrenava la seva segona obra en el Teatre Alcázar: Quickly, protagonitzada al costat del seu amic Daniel Huarte. Més endavant va protagonitzar el muntatge El carter de Neruda (2006), al costat de José Ángel Egido, Tina Sáinz i Marina San José.
També ha participat en nombroses actuacions sacramentals com el de l'acte de la Creu en La Col·legiata de Santa María en Antequera, dirigit per Ricardo Pereira. La seva última intervenció teatral va ser a la sala de Microteatro per diners de Madrid, amb l'obra Amor casual, escrita i dirigida per Nicolás Casariego, on compartia cartell al costat de Manuela Vellés.
En 2016 es posa a les ordres de José Luis Garci per representar en el Teatre Español l'obra Art Nou (Un homenatge), que compendia Carregament de somnis, d'Alfonso Sastre i El germà, de Medardo Frare.

### La síndrome d'Ulisses
L'any 2007 va suposar la seva volta a la televisió com a protagonista principal de la popular sèrie televisiva per a Antena 3 La síndrome d'Ulisses, de la qual FOX USA compraria els drets més endavant per realitzar la ficció als Estats Units.

### RemakedeBen-Hur
A mitjan 2009, viatja al Marroc per participar en l'enregistrament per a televisió d'un remake de la pel·lícula clàssica Ben-Hur de William Wyler, dirigit per Steve Shill (Dexter, Roma, Els Tudor).

### Estel Mexicà
Va ser en el 2011 quan va rebre la trucada de Epigmenio Ibarra per rodar per a la prestigiosa productora Argos Comunicació la sèrie Infames, interpretant a José María Barajas. L'actor va guanyar el respecte de la crítica i de l'audiència Mexicana amb aquesta sèrie que parlava de la realitat més crua de Mèxic.

### Sèrie de HBOCapadocia
Durant el 2011 també va rodar a Mèxic per a la cadena internacional HBO Llatí la sèrie Capadocia, nominada en la seva primera temporada a 3 Premis Emmy Internacional. Miquel Àngel interpreta al protagonista i heroi de la tercera i última temporada, Héctor Bolaños.

### Pel·lícula amb Sharon Stone
Al setembre de 2012, l'actor rodava en Tusi de Mar la que segurament ha estat la seva pel·lícula més ambiciosa, What About Love, al costat de dos estrelles internacionals, Sharon Stone i Andy Garcia.

### Sense identitat
Seu és el personatge de Bruno el Verger, un dels protagonistes de la sèrie de televisió Sense identitat (amb Megan Montaner), les temporades de la qual van ser emeses en Antena 3 entre 2014 i 2015.

### Celebrity MasterChef
A mitjan juny de 2016 es confirma a l'artista com a nou concursant de la primera edició del talent show culinari de Televisió Espanyola, Celebrity MasterChef.

## Vida personal
El 2001 gravant la sèrie Un Paso Adelante començaria una relació sentimental al costat de la seva companya de repartiment Mónica Cruz durant dos anys. El 2009 rodant la pel·lícula La Piel Azul va conèixer la que seria la seva nòvia durant sis anys, l'actriu Manuela Vellés, relació que finalitzaria a finals de 2015. També va mantenir una relació sentimental amb la cantant Ana Guerra entre 2018 i 2020.

## Filmografia[calcitació]

### Cinema

#### Curtmetratges
- La vida sempre és curta (1994), de Miguel Albaladejo.
- Probabilitats (2006), de Ricardo Sota Gaviño.
- Hi ha dues classes de persones (2013), d'Eva Moreno i Juanca Vellido.

#### Llargmetratges
- El colom coix (1995), de Jaime de Armiñán.
- Gent peix (2001), de Jorge Iglesias.
- Des que clareja vine de gust (2006), d'Antonio del Real.
- Els Borgia (2006), d'Antonio Hernández.
- Intrusos (en Manasés) (2007), de Juan Carlos Claver.
- Trio d'asos: el secret de la Atlántida (2008), de Joseba Vázquez.
- Tensió sexual no resolta (2010), de Miguel Ángel Lamata
- No controls (2010), de Borja Cobeaga.
- Lope (2010), de Andrucha Waddington.
- Ben Hur (2010), de Nº41 Miniserie.
- What About Love (2012).
- Viral (2013), de Lucas Figueroa.
- Al final tots moren (2013), de Pablo Encalla.
- Parlar (2015), de Joaquín Oristrell.

#### Doblatge
- Simbad, la llegenda dels set mars (2003)-- Simbad
- El farsant (2006)-- Elliot
- Crec que vull a la meva dona (2007)-- Ron

### Televisió

#### Papers fixos
- Mamà vol ser artista (1996-1997) com Junior.
- En sortir de classe (1997-1998) com Javier "Javi" Castro.
- Companys (2000-2001) com Charlie.
- Un pas avanci (2002-2005) com Roberto "Rober" Arenals.
- Els meus adorables veïns (2005-2006) com Juan Castillo.
- La síndrome d'Ulisses (2007- 2008) com Ulisses Gaytán de Arzuaga.
- Ben-Hur (co-producció) com Antegua.[6]
- La pell blava (2010) com Germán.
- Vida boja (2011) com Toti Blanco.[7]
- Infames (2012) com José María Barajas / Joaquín Navarro.
- Sense identitat (2014-2015) com Bruno el Verger.
- Estimar és per sempre (2016-?) com Alonso Núñez de Losada i Dávila de Mendoza, marquès de Madrigals.

#### Papers episódicos
- Condemnades a entendre's (1999)
- Ala... Dina! (2000)
- Policies, en el cor del carrer (2000) com Raúl.
- Periodistes (2001) com a Policia.
- Hospital Central (2002) com Alfonso Tretze.
- Aída (2005) com Julián.
- Caçadors d'homes (2008) com Hugo Vidal.
- Estimar en temps regirats (2009) com a Doctor Julián Maldonado.
- Esparvers (2010)

### Teatre
- La cenerentola (1996)
- Bastián i Bastiana (2003)
- Quickly (2003)
- El carter de Neruda (2006)
- Art Nou (Un homenatge), de José Luis Garci (2016)[8]
- La llar del monstre, com el Dr. Darwin (2016-present)

## Programes[calcitació]
- UPA Club (2004-2005)
- Seducció a Miami (2009)
- Danse avec els stars (2014) - França
- Celebrity MasterChef (2016), concursant

## Discografia[calcitació]

### Amb UPA Dance
- 2003: "UPA Dance" (+900.000 còpies) 7º Discos de Platí
- 2004: "UPA Dance Edició Especial"
- 2004: "UPA Live" (+100.000 còpies) 1º Disc de Platí
- 2005: "Amb tu" (+50.000 còpies) 1º Disc d'Or

### En solitari
- 2004: "Diràs que estic boig"
- 2006: "Miguel Ángel Muñoz" (+100.000 còpies) Disc d'Or - Itàlia i França

## Senzills[calcitació]
Amb UPA Dance
- 2002: "Once Again"
- 2002: "Morenita"
- 2003: "Sámbame"
- 2003: "Balla bruna"
- 2003: "Perquè em faltes tu"
- 2004: "Verí"
- 2005: "Amb tu (My Baby)"
- 2005: "T'estranyo"

En solitari
- 2004: "Diràs que estic boig"
- 2004: "Qui és el lladre"
- 2007: "Aquesta bruna"